# Augusto nell'eredità storica culturale

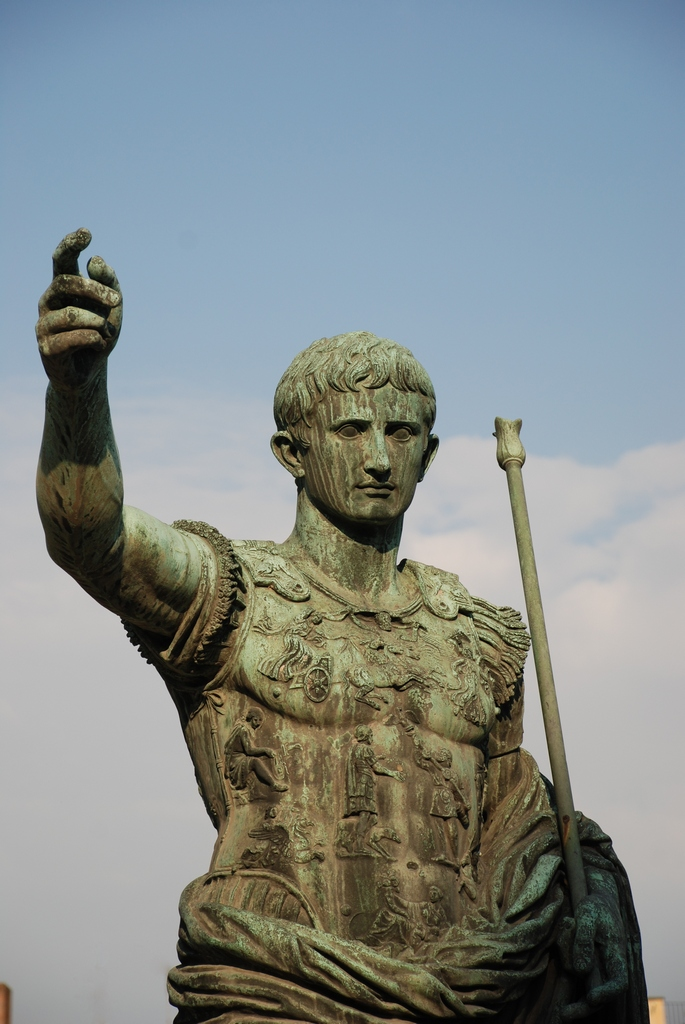
Replica di epoca fascista dell'Augusto di Prima Porta (via dei Fori Imperiali, Roma).

La figura di Augusto nell'eredità storica culturale ha sviluppato una varietà di interpretazioni, ricordi e miti, sviluppatisi in più di duemila anni intorno al fondatore dell'Impero romano.
Augusto è considerato un personaggio di fondamentale importanza per la storia d'Europa e del Mondo occidentale e il fondatore di un regime politico che ha controllato e governato per secoli il bacino del Mediterraneo e buona parte dell'Europa. Fu probabilmente il più importante tra gli imperatori romani. Michael H. Hart lo posiziona al diciottesimo posto nella classifica dei più importanti personaggi della Storia.
Una parte della storiografia moderna peraltro ha analizzato criticamente la personalità e l'operato politico di Augusto; a partire soprattutto dagli studi dello storico neozelandese Ronald Syme, Augusto è stato duramente criticato per il suo comportamento spietato e opportunistico prima dell'assunzione del potere, per la sua ipocrisia e la sua evidente ambizione egemonica e per la sua decisione irreversibile di organizzare un reale regime dittatoriale personale, chiudendo l'epoca della Repubblica romana.
L'immagine di Augusto si è modificata più volte nel corso dei secoli ed è stata spesso strumentalizzata per scopi che con la persona e la politica del Princeps hanno poco o nulla a che fare. Già Augusto stesso si è mosso per lasciare ai posteri una immagine di sé il più possibile positiva. La sua autobiografia (Commentarii de vita sua) è andata persa, ma l'elenco delle imprese, il cosiddetto Res gestae divi Augusti, dà una buona idea di come il principe volesse essere visto. Una trascrizione delle res gestae è ancora oggi visibile sul lato est del basamento del museo dell'Ara Pacis a Roma, unico elemento rimasto della pre-esistente costruzione, la teca del Morpurgo.
Ciò che meglio ricorda questo imperatore nella cultura occidentale quotidiana è l'ottavo mese dell'anno, Agosto, che fu rinominato in suo onore dal Senato romano, nell'anno 8 a.C., quando l'imperatore entrò nel pantheon delle divinità adorate dai Romani. E sempre da Ottaviano Augusto prende il nome anche il ferragosto (feriae Augusti). Si dice spesso che Agosto ha trentuno giorni perché Augusto voleva che il suo mese corrispondesse alla lunghezza del Luglio di Gaio Giulio Cesare, ma questa è un'invenzione dello studioso del XIII secolo Giovanni Sacrobosco. Sextilis infatti aveva trentuno giorni prima di essere rinominato, e non fu scelto per la sua lunghezza.

## Un mito che dura da due millenni
(Lettera di Augusto a Tiberio, Svetonio, De vita Caesarum, Divus Augustus, 2,71)
Il regno di Augusto coincide con la fondazione di un regime che durò circa quindici secoli attraverso il declino dell'Impero romano d'Occidente e la caduta di Costantinopoli nel 1453. Entrambi i suoi nomi, il primo adottivo di Caesar, ereditato da Gaio Giulio Cesare, il secondo di Augustus divennero titoli permanenti degli Imperatori romani dopo la sua morte. In molte lingue, Caesar divenne sinonimo di imperatore, come il tedesco Kaiser, il bulgaro e poi russo Zar. Il culto del Divus Augustus continuò fino a quando la religione di Stato divenne il Cristianesimo nel 391 con Teodosio I. Di conseguenza molte sue statue e busti vennero prodotti nei secoli successivi. Copie delle sue Res gestae divi Augusti furono scritte e poste ovunque dopo la sua morte. L'iscrizione in latino venne tradotto in greco e posto su molti pubblici edifici come il tempio di Ankara (Monumentum Ancyranum), chiamato dallo storico Theodor Mommsen la "regina delle iscrizioni".

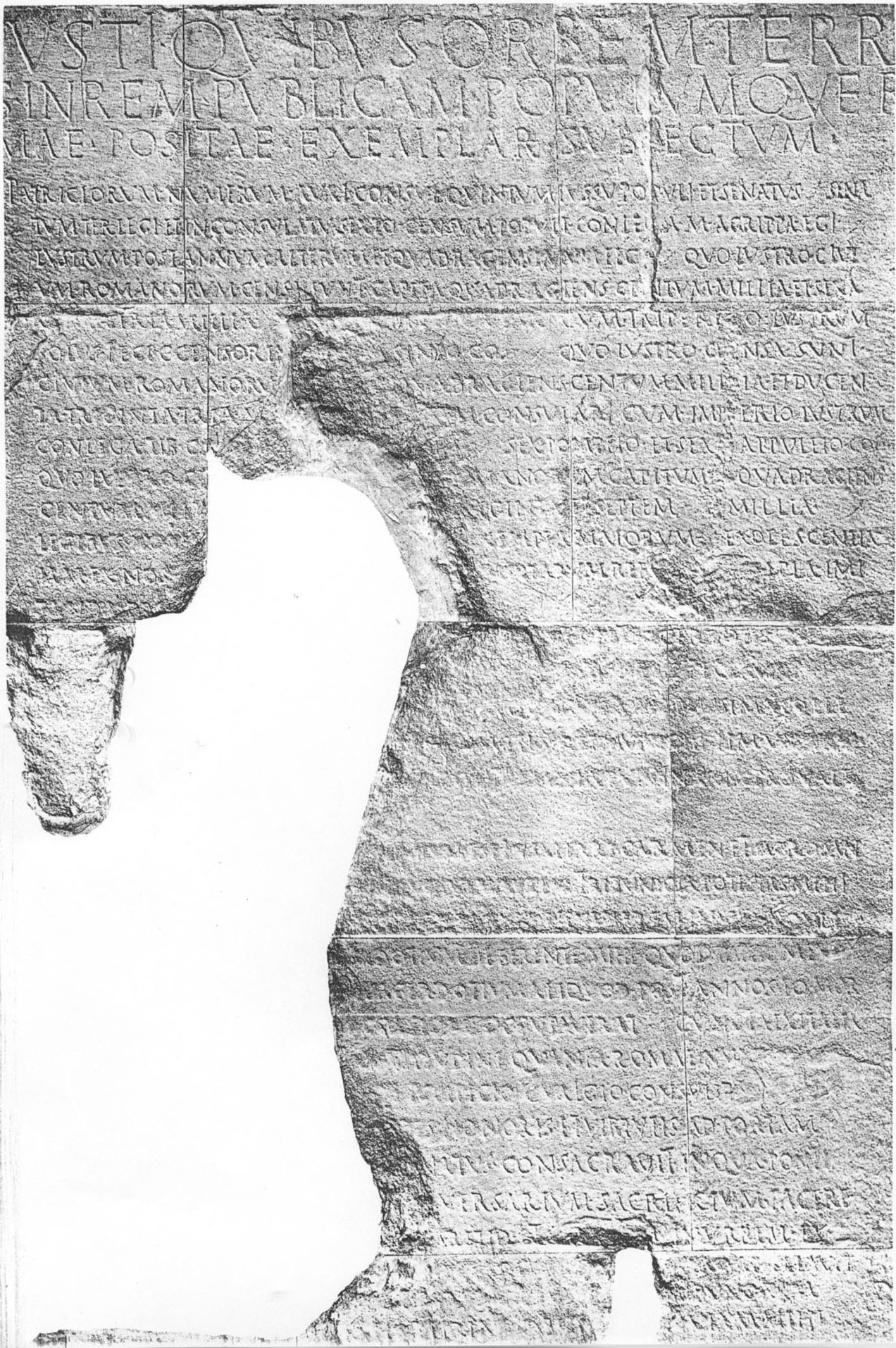
Frammento delle Res Gestae dal Monumentum Ancyranum, ad Ankara, in Turchia.

### Nell'Antichità
Nelle Res gestae divi Augusti Augusto fornisce egli stesso la base per la sua gloria futura. Così l'imperatore trasfigura la sua presa del potere (con la sua vittoria con un esercito privato della guerra civile contro Marco Antonio) e presenta come restaurazione della Repubblica la fondazione del suo principato assoluto:
2. Mandai in esilio quelli che trucidarono mio padre (Cesare), punendo il loro delitto con procedimenti legali; e, muovendo poi essi guerra alla repubblica, li vinsi due volte in battaglia.»
(Augusto, Res gestae divi Augusti, pars prima, cap. 1 e 2)
Lo storico Luciano Canfora commenta questa versione ufficiale di Augusto evidenziandone l'illegalità della presa del potere da parte di Augusto:
(Luciano Canfora, La prima marcia su Roma, 2009)
Nicola di Damasco ha cercato, nella sua biografia (frammentaria) di Augusto, di presentarlo solo nella luce migliore.
Trenta anni dopo la morte di Cesare Augusto, il filosofo ebreo Filone di Alessandria scrive un elogio di Augusto e, nonostante il suo monoteismo, gli conferisce titoli divini. Il personaggio che ne esce è un eroe dalle doti sovrumane, salvatore del mondo, vittorioso sulla violenza e sulla guerra civile. Il testo, in greco, è rivolto ai lettori orientali e risente delle concezioni politiche orientali. Non deve sorprendere una così smaccata celebrazione se si contestualizza questa apoteosi alle sciagure che avevano colpito Alessandria d’Egitto dopo la sconfitta di Azio e alle violenze perpetrate contro il giudaismo da Caligola, assassinato proprio in quegli anni. Filone e gli ambienti dei dotti e dei funzionari statali alessandrini vedono la monarchia augustea, e la sua discendenza, come la garanzia più sicura della stabilità politica e della fine del terrore. Anche dal punto di vista dottrinale Filone, seguace del Platonismo, dà per scontata l'imperfezione della realtà sensibile e quindi la doppiezza, la venalità e la sete di potere dei politici. Da ciò la grande devozione e l'onore tributati ad un imperatore nella Lettera a Gaio:
(Filone di Alessandria, ″, 143-147)

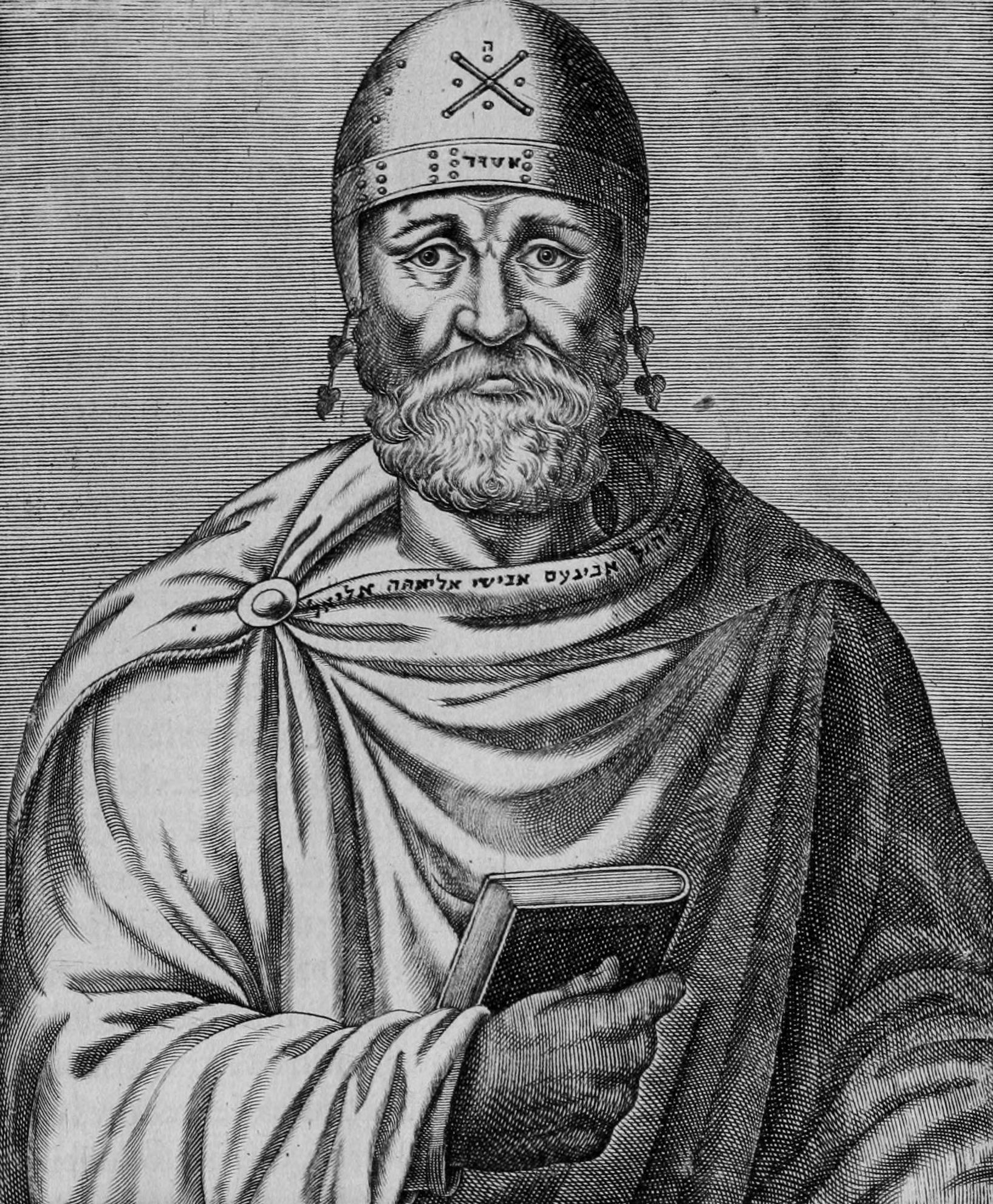
Filone di Alessandria, di André Thevet (1502-1509).

Tuttavia si trovano nella storiografia antica anche testimonianze molto critiche, sia in Tito Livio, che era nel circolo di Mecenate e protetto da Augusto, sia in storici successivi, Seneca il Vecchio, Lucio Anneo Seneca, Sallustio, Svetonio, Tacito.
Lucio Anneo Seneca nel “De brevitate vitae”, dialogo scritto nel 55 d.C., probabilmente ispirandosi alle “Historiae” del padre Seneca il Vecchio, coevo di Augusto, esprime un giudizio particolarmente severo sul principato di Augusto, ripreso da autori contemporanei:
(Lucio Anneo Seneca, Dialoghi, De brevitate vitae, traduzione A. Marastoni, Rusconi, Milano, 1979, pp. 456-457)
Svetonio, partigiano della tradizione repubblicana e senatoriale, ancora all'inizio del II secolo d.C., descrive la crudeltà e l'odio che guidava le azioni di Augusto. Nelle Vite dei Cesari, attingendo dagli archivi imperiali e da fonti non ufficiali, così descrive la vittoria a Filippi, sottolineando che Augusto non era soddisfatto finché non vedeva il cadavere del rivale:
(Svetonio, Vite dei Cesari, Augusto, 13, 1)

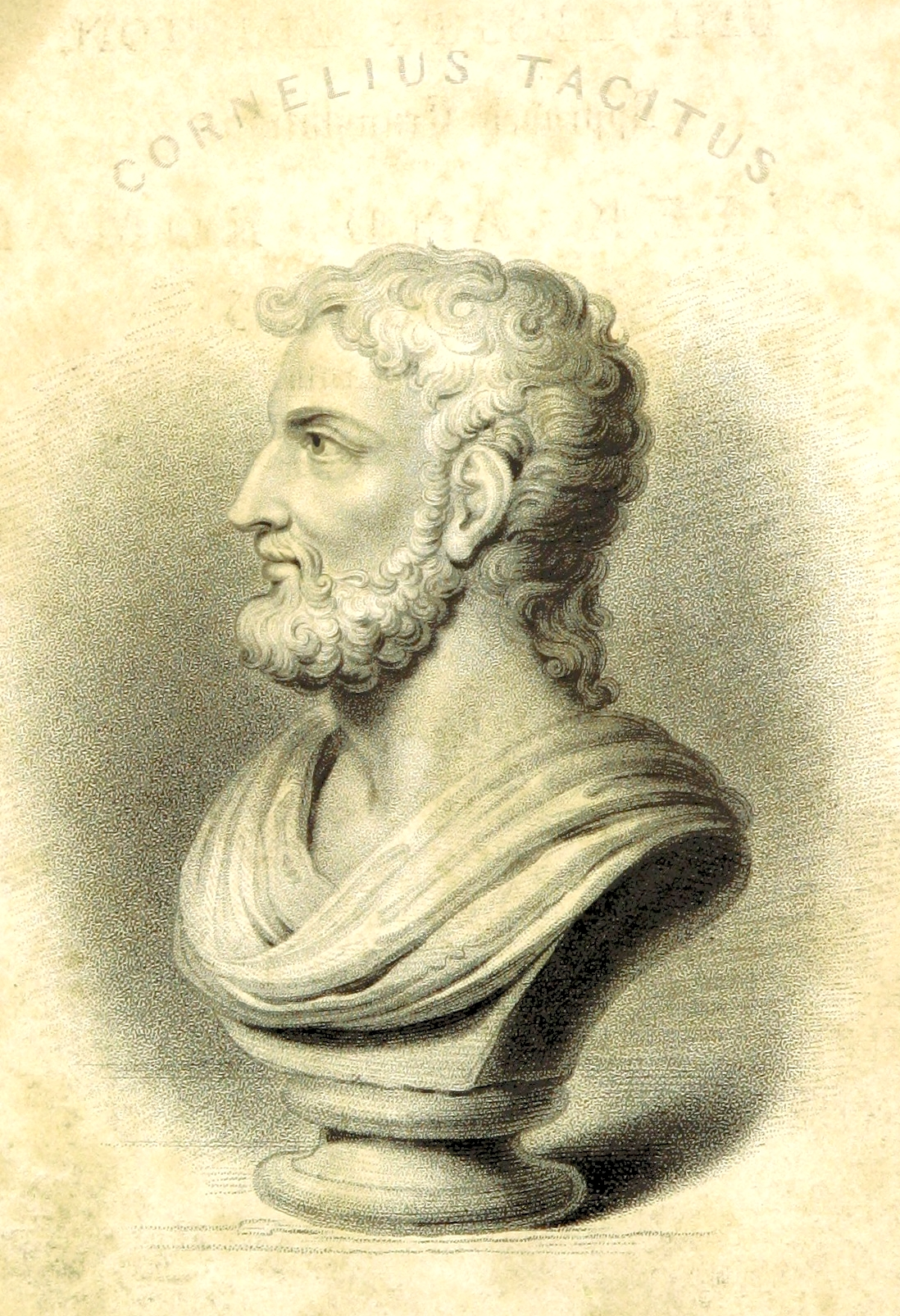
Cornelius Tacitus, stampa da The Works of Cornelius Tacitus; with an Essay on his Life... di Arthur Murphy (1829).

Lo storiografo Tacito, sostenitore della tradizione repubblicana, scrive agli inizi del II secolo, nei suoi Annali sulla fondazione del Principato augusteo:
(Tacito, Annales, I, 4)
Dopo un passaggio critico sull'eredità postuma di Augusto vista con i propri occhi, Tacito riassume il dibattito sul principe stesso iniziando dalle argomentazioni a favore, che proponevano come inevitabile il passaggio del potere nelle mani di un unico Principe essendo superata la possibilità storica della repubblica:
(Tacito, Annales, I, 9)
Tacito prosegue poi riassumendo tutte le accuse che venivano mosse ad Augusto a partire dalla crudeltà e dall'astuzia:
(Tacito, Annales, I, 10)
Le descrizioni di Tacito e quelle del senatore Cassio Dione, che scrive nel II secolo, hanno alcune somiglianze. Ma mentre Tacito registra un quadro piuttosto negativo del primo Princeps, perché deplora la caduta della Repubblica e la politica di potenza di Augusto, la rappresentazione di Dione è positiva.
Come la maggior parte degli storiografi antichi, anche Tacito nomina solo raramente le proprie fonti.
Sono note diverse opere di storiografi senatori che hanno scritto prima di lui, tra cui quella di Aulo Cremuzio Cordo, che apparentemente ha rappresentato Bruto e Cassio molto positivamente. Anche Aufidio Basso ha descritto almeno in parte il principato di Augusto; tuttavia, non è noto a che punto inserire la sua Historiae. Anche Servilio Noniano probabilmente scrisse sulla signoria del Princeps. Svetonio elaborò materiale da queste opere perdute di questo periodo nelle sue vite dei Cesari. Ma Tacito potrebbe essere stato il primo storico la cui valutazione complessiva su Augusto era negativa.
Letterati e una parte della storiografia latina considerarono Augusto come il più grande degli imperatori romani. Le sue politiche certamente estesero i confini e la durata della vita dell'Impero e avviarono la celebrazione della Pax romana o Pax Augusta. In questo modo si dà credito alla visione idilliaca di pace e prosperità raffigurata dallo stesso Augusto nelle Res gestae divi Augusti. Ma Tacito, nonostante la vulgata storiografica ufficiale definirà "cruenta" questa pace:
(Tacito, Annales, X, 1)
Tacito cita non solo i massacri delle guerre esterne (che furono rimproverati anche a Giulio Cesare), come Teutoburgo ma anche, nella stessa Roma, la repressione delle congiure e del dissenso politico, che era iniziata con la Proscrizione. Il Senato romano non poteva fare altro che augurare ai successivi imperatori che fossero "più fortunati di Augusto e migliori di Traiano" (Felicior Augusto, melior Traiano).

Nel II secolo d.C. San Cesareo di Terracina operò la cristianizzazione del culto pagano di Augusto.

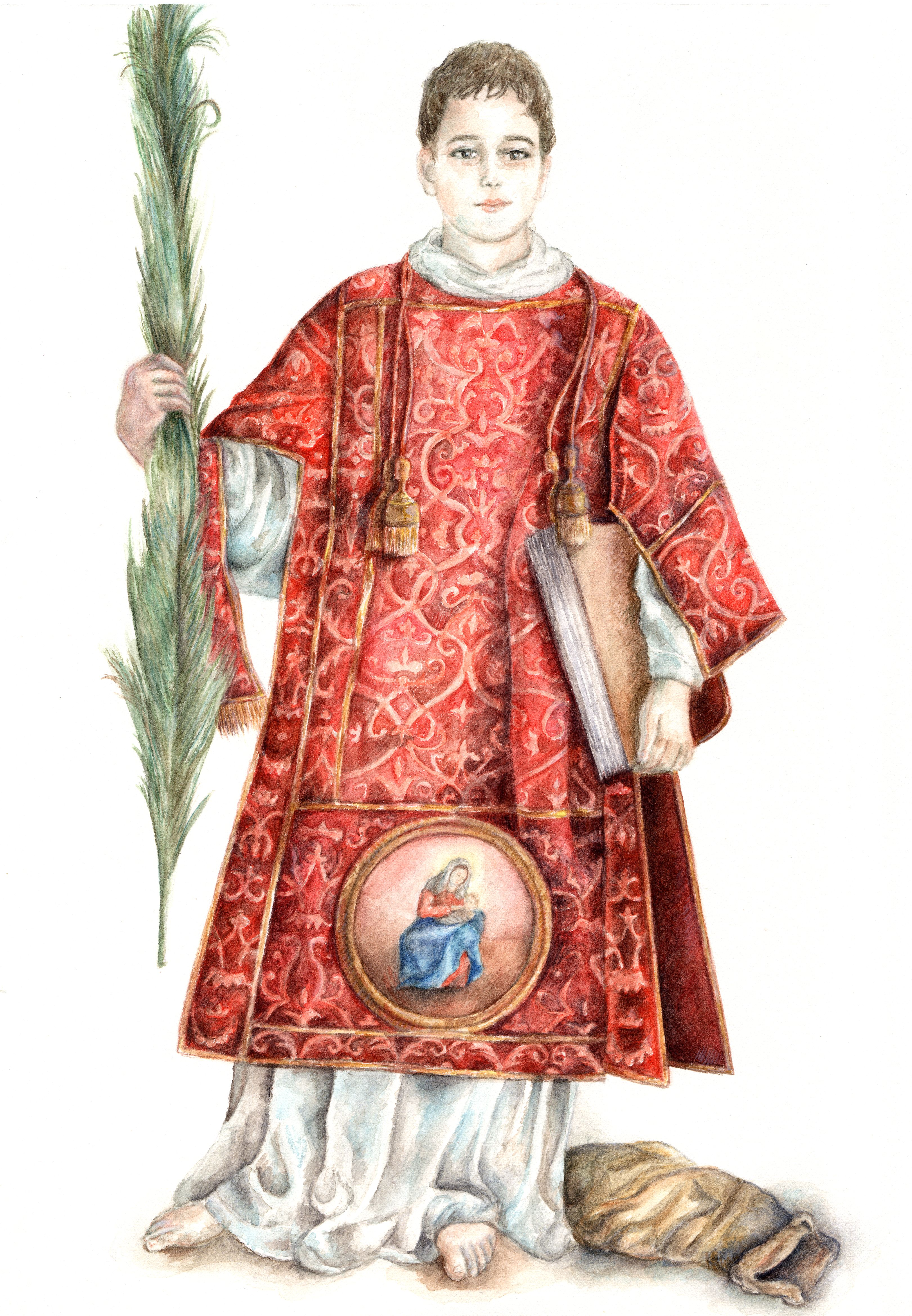
San Cesario di Terracina, il santo che ha sostituito e cristianizzato il culto pagano di Cesare Augusto

Fin dalla prima età cristiana, Cesario di Terracina fu il santo scelto, per il suo nome, a consacrare alla fede di Cristo i luoghi che già appartennero ai Cesari pagani. Il nome del santo richiama quello degli ambienti degli edifici pubblici romani detti Caesareum o Augusteum, riservati al culto degli imperatori: ciò esprime la volontà della Chiesa di soppiantare la devozione per i defunti sovrani di Roma con quella verso un martire cristiano. Il nome Cesario infatti è infatti legato a Gaio Giulio Cesare, al suo figlio adottivo, Gaio Giulio Cesare Ottaviano e all'appellativo Caesar degli imperatori romani
Il Palatino divenne in epoca romana la residenza ufficiale degli imperatori; il primo fu Cesare Ottaviano Augusto che fece edificare la sua domus sul versante sud-occidentale del Colle. Nel Medioevo il Palatino divenne uno spazio cerimoniale, raramente abitato dall'imperatore, dove Cesario era l'unico santo raffigurato Secondo lo storico Hartmann Grisar, il titolo di San Cesario anche da solo annunciava il nuovo carattere cristiano della potenza dei Cesari.
Il culto di San Cesario nacque e si sviluppò sulla via Appia, la strada romana che collegava Roma a Brindisi: lungo il percorso della "regina viarum" si trovava la sua primitiva tomba a Terracina e, nel tratto iniziale della via Appia nei pressi delle terme di Caracalla, era la Chiesa di San Cesareo.

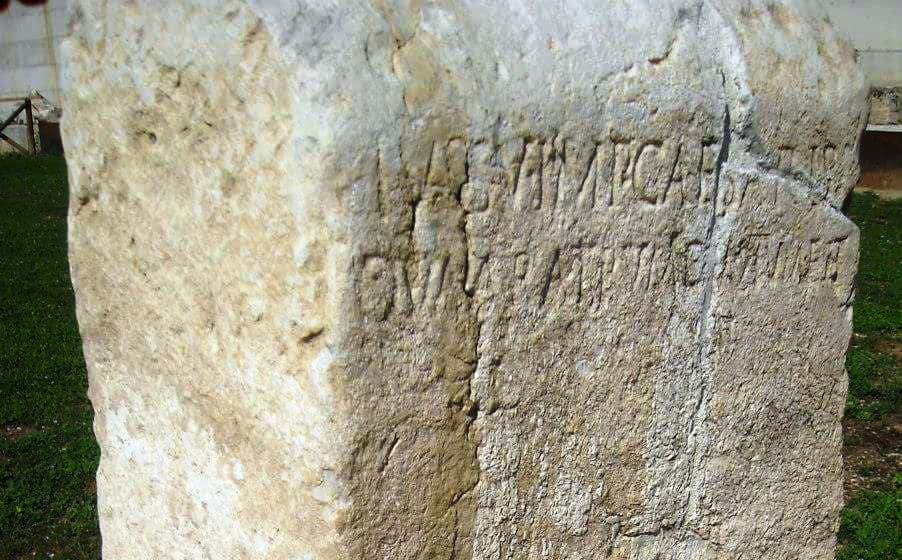
Cippo pomeriale con iscrizione: «Iussu imp(eratoris) Caesaris, qua aratrum ductum est» ("Per volere dell'imperatore Cesare fu fissato questo solco per dove passò l'aratro"), all'Anfiteatro Campano di Santa Maria Capua Vetere.

In Campania esistono diverse epigrafi lungo la Via Appia (sulla facciata del Palazzo Messore a Marcianise; nella Cattedrale di Terracina), a Capua, presso la Chiesa di San Bartolomeo Apostolo. Questa stessa iscrizione si trova anche su altri cippi, come quello del Museo Archeologico Nazionale di Napoli e quello del campanile del Duomo di Capua.
Sulle estreme propaggini dei Colli Albani, vicino a Velletri, si estendono, sul colle detto San Cesareo, i ruderi di una grande villa romana, ritenuta per tradizione proprietà della famiglia degli Ottavi, la Gens Octavia, di origine veliterna. Durante il Medioevo, sui resti di questa antica villa nacque un insediamento cristiano, dedicato a San Cesareo di Terracina, come attestato da un battistero costruito riutilizzando un ambiente in laterizi. Attualmente i ruderi di questo edificio sono identificati con il nome "Villa di San Cesareo".
A Napoli l'antico culto pagano dell'imperatore Cesare Augusto fu sostituito e cristianizzato dal diacono Cesario. Il culto del santo terracinese a Napoli è antichissimo: in uno strumento rogato il 16 giugno del 1288, ai tempi di Carlo I d'Angiò, si fa memoria di un luogo fuori le mura di Napoli, vicino al casale di San Giovanni a Teduccio, che si chiamava "S. Cesarei ad Susurram", nei pressi della chiesa di S. Arcangelo all'Arena. Nella Chiesa di Santa Brigida si conserva un busto reliquiario ligneo del martire San Cesario, nel quale è incastonato un frammento osseo del santo. Vicino a Piazza Municipio, dalla terrazza che fiancheggia la via Cesario Console si eleva, dominando il mare, una statua di Augusto donata Benito Mussolini alla Città di Napoli nel 1936, riproduzione in bronzo dell'Augusto di Prima Porta, conservata nei Musei Vaticani. A Napoli nel 2 d.C. fu proprio Augusto a far edificare il tempio dei giochi Isolimpici e ad indire gli "agoni quinquennali", una grande festa sportiva che ricordava i fasti delle gare con le fiaccole in onore di Partenope. Lo stesso imperatore vi assistette nel 14 d.C., poco prima di morire, a Nola, il 19 agosto. Da Nola partì il corteo funebre diretto a Roma lungo la via Appia.
L'imperatore Giuliano l'Apostata (331-363), ultimo imperatore pagano, nel dialogo satirico I Cesari o Saturnalia irride Augusto chiamandolo «camaleonte». Giuliano racconta a un amico la favola di una festa data da Romolo nella casa degli dèi, alla quale vengono invitati gli imperatori romani: è un pretesto per delineare di ciascuno i molti vizi e le poche virtù. Il corteo degli invitati è aperto dall'«ambizioso» Giulio Cesare, al quale segue il «camaleontico» Ottaviano:
(Flavio Claudio Giuliano, I Cesari o la festa dei Saturnali, 309)

### Medioevo
Augusto e il suo tempo ebbero una significativa reinterpretazione dopo la cristianizzazione dell'Impero Romano. Dalla tarda antichità e dal Medioevo letterati e teologi cristiani hanno cercato di mettere in relazione la pax Augusta con la pax Christiana: la volontà di Dio avrebbe fatto nascere Gesù di Nazaret in periodo augusteo.
Nel Basso Medioevo questa argomentazione fu anche usata politicamente dai re romano-germanici; durante il servizio natalizio si evidenziava indirettamente, che al tempo della nascita di Gesù, c'è stato un imperatore romano, ma non un papa.
Un gran numero di fonti medievali considerano positivamente Augusto seguendo Tommaso d'Aquino, che lo descrive tra i «boni reges» e scrive «Octavianus, etiam Augustus, qui modestissime Imperio usus est», in De Regimine principum, lib.I, opusculum XX.
Paolo Orosio, storico e discepolo di Agostino d'Ippona, attribuisce la felicità del periodo augusteo non alla grandezza di Ottaviano, ma alla potenza del figlio di Dio che nacque durante il suo principato: «non magnitudine Caesaris sed potestate filii Dei, qui in diebus Caesaris apparuit, extitisse» (Historiæ, III, XIII, 8). Queta interpretazione influenzò la tradizione successiva durante il Medioevo. Orosio scrive: «opportune compositis rebus Augusti Caesaris natus est Dominus Christus», «Igitur eo tempore, id est eo anno quo firmissimam verissimamque pacem ordinatione Dei Caesar composuit, natus est Christus, cujus adventui pax ista formulata est, in cuius ortu audientibus hominibus exsultantes angeli cecinerunt: Gloria in excelsis deo, et in terra pax hominibus bonae voluntatis». Inoltre, nascendo al tempo del censimento ordinato da Augusto, ufficializzò la sua venuta tra gli uomini anche per l'amministrazione romana, «inveniri hominem adscribique inter homines voluit» (Hist., VI XXII 7) e «civis Romanus census professione Romani» (Hist., VI XXII 8).
Nel Medioevo la coincidenza tra il principato augusteo e la nascita di Cristo veniva quindi interpretato come «il momento privilegiato nella storia del mondo, in cui si realizzano le condizioni lungamente preparate da Dio per l'avvento del Redentore». Dante Alighieri, sia nel Convivio sia nella Monarchia declina tale concezione secondo la sua visione storico-politica.
Dante intanto giudica positivamente la personalità di Augusto quando Virgilio nell'Inferno (Inf., I, 71) afferma di essere vissuto «a Roma sotto 'l buono Augusto».
Nei versi 73-81 del VI canto del Paradiso Dante, con le parole di Giustiniano, così sintetizza le imprese di Augusto:
Piangene ancor la trista Cleopatra,
che, fuggendoli innanzi, dal colubro
la morte prese subitana e atra.
Ne piange ancora la triste Cleopatra,
che, sfuggendogli, si diede
la morte rapida e atroce col serpente.
Con Ottaviano l'aquila corse fino al Mar Rosso;
con lui ridusse il mondo in pace,
tanto che l’antico tempio di Giano fu chiuso.»
(Dante Alighieri, Paradiso, VI, 73-81)
In quel momento storico la volontà di Dio avrebbe creato il presupposto essenziale per legare la pace augustea alla nascita di Cristo: «La 'scelta' divina è addotta a garantire la necessità e la legittimità degl'istituti imperiali riconosciuti da Cristo stesso quando si sottopose all'editto del censimento approvandolo come giusto, giacché cum ad iuste edicere iurisdictio sequatur, necesse est ut qui iustum edictum persuasit iurisdictionem etiam persuaserit (Monarchia, II, X, 8). In tal modo è rivendicata ad Augusto una funzione altissima e autonoma, sotto il segno dell'approvazione divina: quella di deuteragonista nella vicenda capitale della salvazione alla quale la potestà civile concorre esercitandosi liberamente nella propria sfera».

### Epoca moderna fino alla rivoluzione francese
Negli anni venti del 1500 Ludovico Ariosto mette in guardia i poeti e scrittori esemplificando come la letteratura sia stata al servizio della politica culturale e sostegno del loro potere (nel caso di Augusto grazie a Mecenate), corrompendo i letterati con favori e con la loro protezione. Tra gli esempi, i versi su Augusto nel Canto XXXV dell’Orlando Furioso mostrano come Virgilio e altri letterati abbiano potuto occultare le sanguinose proscrizioni di cittadini romani e senatori:
(Ludovico Ariosto, Orlando Furioso, XXXV, 26)
Lo scrittore anglo-irlandese Jonathan Swift (1667–1745), nel suo Discourse on the Contests and Dissentions in Athens and Rome, è critico nei confronti di Augusto per aver instaurato la tirannia a Roma, e paragonò la Repubblica romana del II secolo a.C. alle virtù della monarchia costituzionale della Gran Bretagna. L'ammiraglio e storico Thomas Gordon (1658–1741) paragonò Augusto al tiranno puritano Oliver Cromwell (1599–1658). Thomas Gordon e il filosofo e politico francese Montesquieu (1689–1755), entrambi sostenevano che Augusto fosse un vigliacco in battaglia. Nelle sue Memoirs of the Court of Augustus, lo studioso scozzese Thomas Blackwell (1701–1757) ritiene Augusto un princeps del Machiavelli, "un usurpatore vendicativo e assetato di sangue", "malvagio e senza valore", "di medio livello", e un "tiranno".
Lo storico inglese del ‘700 Edward Gibbon, in una visione personale della storia romana, commenta così la geniale astuzia politica di Augusto:
(Edward Gibbon, Declino e caduta dell'Impero romano, 1776-1789)
Gli ideali giacobini della Rivoluzione francese non si accordavano con la figura di Augusto, identificato con l’istituzione imperiale e considerato tiranno e contrario ai volori repubblicani Maggiori simpatie riscuoteva la figura di Cesare, visto come dictator, ma rivoluzionario e vicino al popolo: veniva considerato oppositore della oligarchia senatoria, assimilata alla nobiltà dell'ancien régime. Le preferenze dei giacobini erano contraddittorie: da una parte esaltavano Bruto tirannicida e celebravano Vercingetorige come eroe nazionale, ma, dall'altra parte Cesare veniva rivalutato per esaltare le origini latine della Francia contro il nemico impero tedesco.

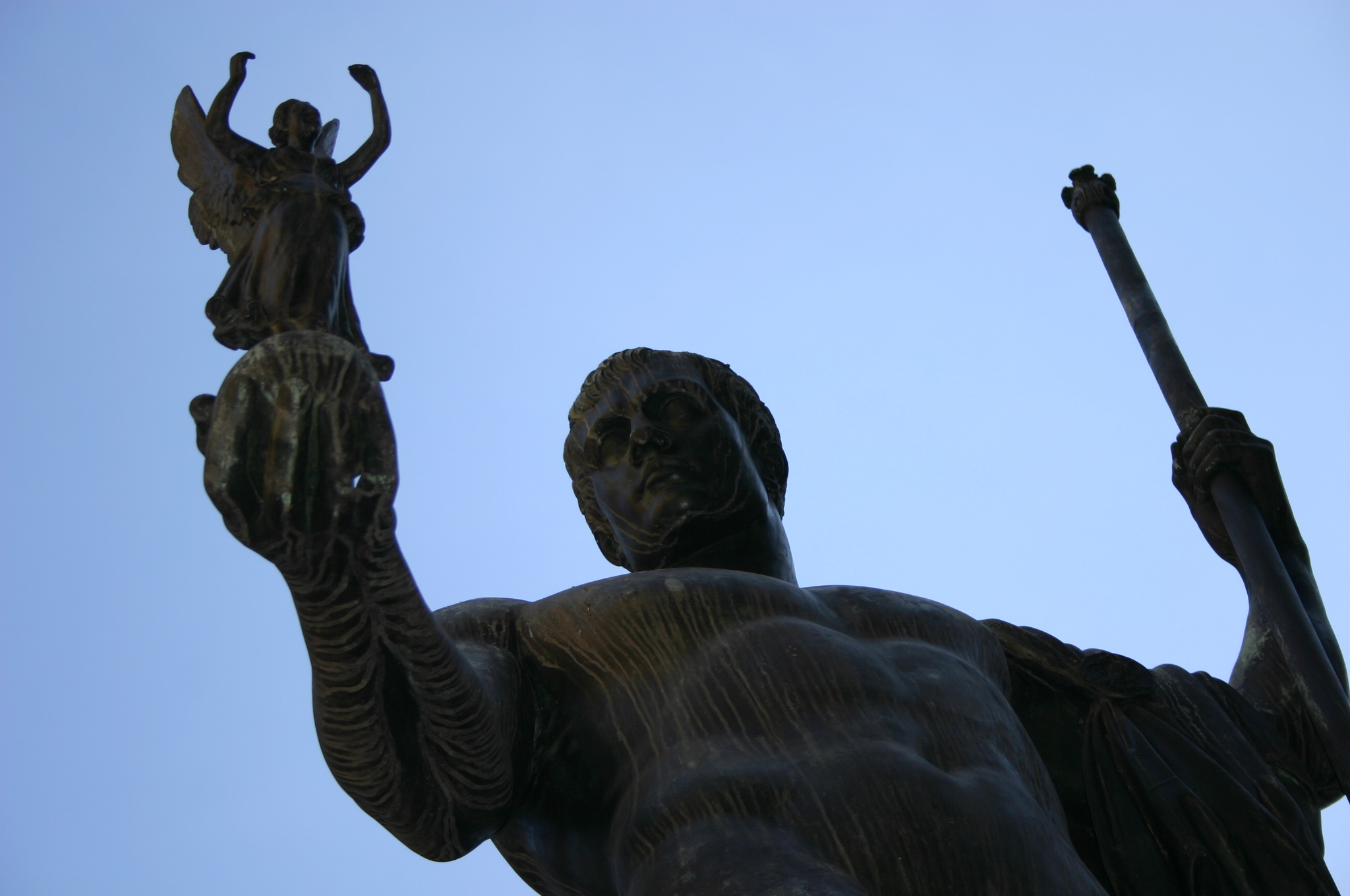
Napoleone Bonaparte ritratto come Marte, ispirandosi ad Augusto.

### Al tempo di Napoleone
Napoleone Buonaparte preferirà identificarsi con Giulio Cesare sia come geniale generale, sia come uomo amato dal popolo. D’altra parte il termine cesarismo, coniato in Francia a metà del 1800, ha significato simile a bonapartismo, per indicare uno stato autoritario.
Antonio Canova venne scelto e designato dall'imperatore Napoleone Bonaparte quale suo ritrattista ufficiale. Egli eseguì numerosi ritratti, tra i tanti anche il Monumento a Napoleone I in bronzo che attualmente si trova all'Accademia di Brera (copia delle statua di Napoleone da Apsley House a Londra). A proposito di questa opera è da ricordare l'aneddoto che riferisce di un Napoleone irritato per l'audacia dell'artista, al punto da rifiutare la statua perché si vergognava di essere stato ritratto nudo, nella personificazione di "Marte il Pacificatore". Secondo Eugenio La Rocca, curatore della mostra su Augusto, tenutasi nel 2014 presso le "Scuderie del Quirinale", il Canova si sarebbe rifatto all'immagine del primo imperatore romano nel ritrarre Napoleone.

### Durante il fascismo di Mussolini
Nel XX secolo di nuovo il fascismo italiano accese una vera e propria febbre di Augusto. Anche in Germania durante il nazismo diversi storici dell'antichità misero in relazione l'imperatore Augusto con la dittatura di Adolf Hitler, lo storico Ernest Kornemann definì il principato di Augusto come il primo Führerstaat. Lo storico Wilhelm Weber nel suo Princeps tentò di rappresentare il principato di Augusto come modello per la cosiddetta nationale Erneuerung Deutschlands ("rinnovamento nazionale della Germania") attraverso il Führerprinzip ("principio di supremazia del capo"), le Res Gestae come ͑ιερòς λόγος ("discorso sacro") del princeps e di Augusto come σωτήρ ("salvatore"), instauratore di un nuovo ordine cosmico.
Inizialmente l'eroe in cui Mussolini si identificava come condottiero fu Giulio Cesare, solo con la fondazione dell'impero l'interesse si spostò su Augusto, fondatore dell'impero romano. Il 9 maggio 1936 dal balcone di Palazzo Venezia Mussolini annunciava alla “oceanica” folla:

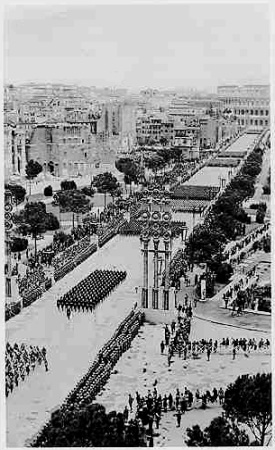
Parata su via dei Fori Imperiali (allora "via dell'Impero") poco dopo la sua realizzazione.

La propaganda fascista cominciò così a identificare il duce con Augusto. Furono pubblicati saggi e organizzati convegni. Le distorsioni storiografiche e interpretative sulla storia romana introdotte da molti intellettuali per riuscire a trovare analogie tra i due sistemi politici e adulare il dittatore «concorsero tutte a formare nella cultura storica successiva una visione distorta, fortemente ideologizzata, della storia romana – e di Augusto in particolare». Tra i molti nel 1937 il "mistico" fascista Emilio Balbo esaltò i due come protagonisti dei due imperi nel libro Protagonisti di due imperi di Roma: Augusto e Mussolini.
Emilio Bodrero, professore di filosofia e rettore dell'Università di Padova, aderì con passione al fascismo e fu chiamato nel 1940 alla cattedra di Storia della Dottrina del fascismo all'Università di Roma. A proposito della politica romana del fascismo, nel libro Roma e il fascismo, scrive:
(Emilio Bodrero, La politica romana del fascismo. 1939)
Così il passato augusteo giustificava la pretesa nascita mistica dell'uomo nuovo fascista e il suo diritto di supremazia. A conferma di ciò il liberale, ex Presidente del Consiglio del Regno d'Italia, Francesco Saverio Nitti:
(Dal discorso del 18 aprile 1934; citato in Francesco Saverio Nitti, La disgregazione dell'Europa, Faro, Roma 1946)
Il volto di Roma nel ventennio fascista cambiò profondamente con le estese demolizioni dei vecchi quartieri cinquecenteschi la creazione della Via dell'Impero (oggi Via dei Fori Imperiali), dove venivano organizzate le parate militari fasciste, e con la fondazione del nuovo quartiere, l'EUR, in vista dell'Esposizione Universale del 1942. L'EUR doveva fondere la concezione razionalista dell'architettura moderna con la grandiosità monumentale e il classicismo. Un gruppo di archeologi fu incaricato di restaurare l'area del Mausoleo di Augusto e l'Ara Pacis.
Gli archeologi furono particolarmente coinvolti nella propaganda di regime. In particolare Giulio Quirino Giglioli si occupò dell'opera strategica di riportare alla luce il Mausoleo di Augusto.
L'EUR fu concepito come una rappresentazione dell'idea di una Roma eterna che riappariva nella modernità. L'architetto Marcello Piacentini aveva avuto direttive perché la nuova architettura dell'Esposizione Universale di Roma caratterizzasse «la grande epoca di Mussolini in uno stile che non poteva definirsi né razionalista né neoclassicista perché era littorio».
In occasione del bimillenario della nascita di Augusto nel settembre 1937 una grandiosa esposizione, la Mostra Augustea della Romanità, fu organizzata a Roma: Mussolini vi partecipò in divisa da comandante della Milizia fascista insieme a molti gerarchi.
(Alessandra Tarquini, Il mito di Roma nella cultura e nella politica del regime fascista, 2017)
La mostra suscitò grande interesse. Fu deciso di istituire un museo che esponesse permanentemente i materiali in essa presentati. Nacque così l'idea di un Museo della Civiltà Romana che sarà allestito all'EUR.
Nel 1939 lo storico Arnaldo Momigliano aveva paragonato la conquista del potere di Augusto con il colpo di Stato di Mussolini, mettendo in relazione la marcia su Roma del duce con quella dell'imperatore (in seguito sarà ripreso da Luciano Canfora).

### Storiografia contemporanea
Abbastanza diverso avuto il giudizio dello storico Theodor Mommsen che aveva interpretato il l'organizzazione del Principato di Augusto non come una monarchia, ma come una diarchia, in cui il potere sarebbe stato diviso tra Senato e Princeps.

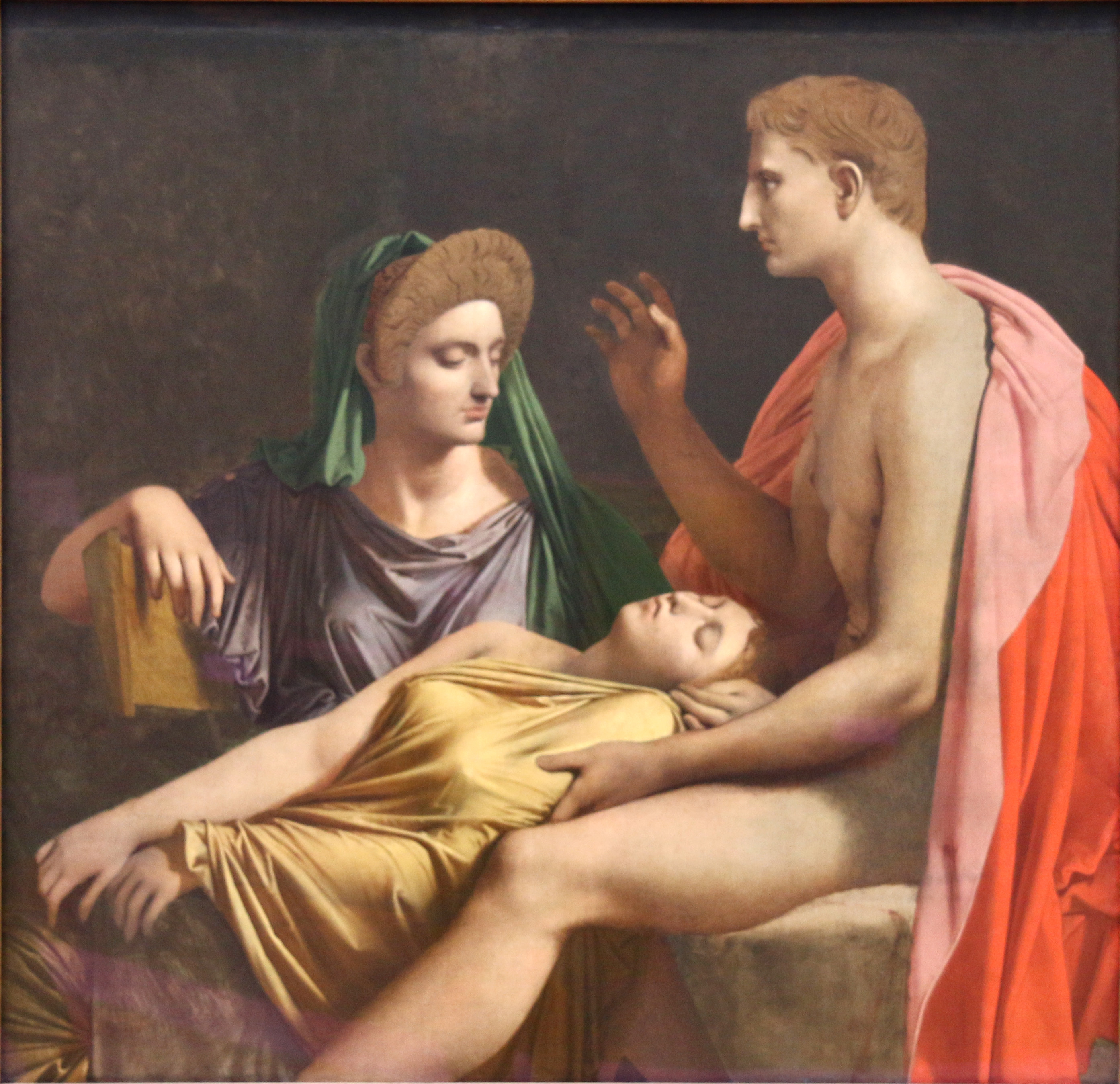
Jean-Auguste-Dominique Ingres, Augusto ascolta la lettura dell’“Eneide” (1814 circa; Bruxelles, Museo reale delle belle arti del Belgio).

Contro questa visione si è opposto Ronald Syme, la cui The Roman Revolution, del 1939, è la base della moderna ricerca su Augusto, prima di tutto per la ricchezza del suo materiale. Syme, la cui rappresentazione è stata segnata dalla diffusione dei movimenti fascisti in Europa, considerava Augusto un semplice dittatore.
Syme adotta un paradigma diverso per interpretare la storia di Roma, non più come lotta tra nobili e plebei, interpretazione iniziata da Tito Livio e ripresa dall'ideologia dalla rivoluzione francese, ma come lotta all'interno della sua classe dirigente per la conquista di potere, ricchezza e gloria. «La repubblica romana era in mano a patrizi e nobili che controllavano il senato, il consolato, la magistratura più importante perché militare, e perfino il tribunato. Le elezioni venivano vinte con accuse di ogni tipo ai rivali, giochi, feste, donazioni di grano e denaro al popolo. Gli uomini nuovi accedevano alle cariche solo se cooptati da qualche famiglia nobile per farsi difendere». I membri di questa oligarchia erano all'origine delle guerre civili. Così anche Syme ritiene che «l’abilità di Augusto fu di trasformare Roma in una monarchia senza eliminare le magistrature repubblicane, limitandosi a depotenziarle, accentrando ogni carica nelle sue mani e il comando di tutte le legioni dell’impero. Soprattutto, la trasformazione avvenne celebrando la repubblica, sottolineando la continuità del nuovo regime col precedente».
In modo simile a Mussolini – solo con una valutazione opposta, negativa – Syme ha visto nella sua ascesa paralleli al fascismo emergenti: il regime di Augusto era emerso da una rivoluzione, egli stesso era un uomo di partito che con il denaro e le armi aveva messo da parte la vecchia classe dirigente e l'aveva sostituita con una nuova. Come uomo di potere aveva portato alla tomba la vecchia cadente repubblica per fondare, sotto una facciata apparentemente repubblicana, una autocrazia.
Lo storico Jochen Bleicken (1926-2005) giudica criticamente ma non in senso peggiorativo Ottaviano: nella storia antica solo Alessandro Magno e Giulio Cesare fecero prestazioni paragonabili a quelle di Augusto. Tuttavia, non lo si può equiparare con questi "grandi", che in fondo hanno lavorato in direzione fondamentalmente distruttiva. Augusto è stato prima di tutto il "costruttore dell'impero romano" e l'"educatore" della nuova élite del Principato. Non ci possono essere dubbi sull'ipocrisia di Augusto o sul carattere di facciata del suo regime.
Lo storico tedesco Dietmar Kienast (1925-1912) ha visto in Augusto il governante più disinteressato di tutta la storia. Anche un altro storico tedesco Klaus Bringmann ha richiamato, nella sua biografia di Augusto pubblicata nel 2007, una valutazione complessiva positiva del regno del primo imperatore romano: a differenza di Ronald Syme ha visto nelle sue azioni la prova che il possesso del potere per Augusto non era fine a se stesso.
Lo storico Werner Dahlheim, in Augustus. Ribelle, sovrano, salvatore. Una biografia (2010), giustappone la „mörderischen Winkelzüge der ersten Jahre“ ("prevaricazione omicida dei primi anni") del giovane Ottaviano un parere positivo sulla seconda parte della vita. Augusto gli appare, considerando la durata della sua azione di statista, come un "grande uomo".
Per quanto riguarda la storiografia francese Augusto non è stato studiato fino alla seconda metà del ‘900; la lacuna è stata colmata dalle opere di Jean-Pierre Néraudau (1996) e di Pierre Cosme (2005) e dal volume di Frédéric Hurlet e Bernard Mineo del 2009: Le Principat d’Auguste, réalités et représentations du pouvoir autour de la ‘Res publica restituta’.
Lo storico Claude Nicolet nel 1988 pubblica uno studio sulla storia economica e sociale di Roma tra la fine della repubblica e la fondazione dell’Impero. Nel 2003 approfondisce la storia sull’antichità romana e su Augusto tra Repubblica e Impero e riprende il dibattito dal punto di vista della cultura francese sull’origine della nazione Francia: Germani o Galli romanizzati? (Germains ou Gaulois romanisés?).
Lo storico Luciano Canfora mette in evidenza l’abilità di Augusto nel mostrare di voler «restaurare la Repubblica nell’atto stesso di archiviarla per sempre». Augusto, dopo essere stato testimone dell'assassinio di Cesare, di cui era figlio adottivo, visse per tutto il quarantennio del suo principato nel sospetto di complotti, spesso reali. Annotava sempre le sue parole prima di parlare di argomenti importanti, anche con la moglie Livia; in Senato indossava la corazza sotto la toga. Scrisse la sua autobiografia, manipolando gli avvenimenti e mascherando le sue intenzioni, i Commentarii (oggi perduti), contribuendo così al mito della pax augustea, Egli si presentava come difensore degli ideali della repubblica e dell'antica tradizione romana, mentre invece andava creando, in modo geniale e rivoluzionario, il regime imperiale di Roma:
(Luciano Canfora, Augusto, figlio di Dio, Laterza, 2015, p. 495)
Dal 18 ottobre 2013 al 9 febbraio 2014 alle Scuderie del Quirinale è stata organizzata la mostra Augusto in occasione del bimillenario della morte. L'esposizione di circa 200 opere disegnava il percorso della vita e della carriera dell'imperatore.
Subito dopo la mostra al Quirinale in Francia al Grand Palais di Parigi è stata allestita la mostra Moi, Auguste, empereur de Rome, in occasione delle celebrazioni del bimillenario della morte di Augusto nel 2014.

## L'eredità di Augusto nell'arte
Il contributo di Augusto all'arte è stato enorme, come riconosce il pur critico Svetonio:
(Svetonio, Vita dei Cesari, II (Augusto), 28)
In parte il sostegno alla poesia e alla letteratura, operato grazie al suo ricchissimo amico Mecenate con Virgilio e Orazio, e l'arricchimento di Roma con grandiose realizzazioni architettoniche per adeguarla al ruolo di centro del mondo, erano operazioni di propaganda personale e politica, anche se egli stesso celebrando la sobrietà e l'austerità della tradizione, negò sempre ogni tentativo di autocelebrazione. Inaugurò comunque la tradizione di splendore e magnificenza continuata dai suoi successori. In particolare Virgilio collaborò alla costruzione del mito della discendenza della Gens Julia, alla quale Augusto vantava di appartenere, da Enea e quindi da Venere.
Nei primi anni di principato portò a compimento le opere iniziate in precedenza soprattutto da Cesare e curò la nuova immagine che doveva avere il principe.

### L'immagine dell'imperatore

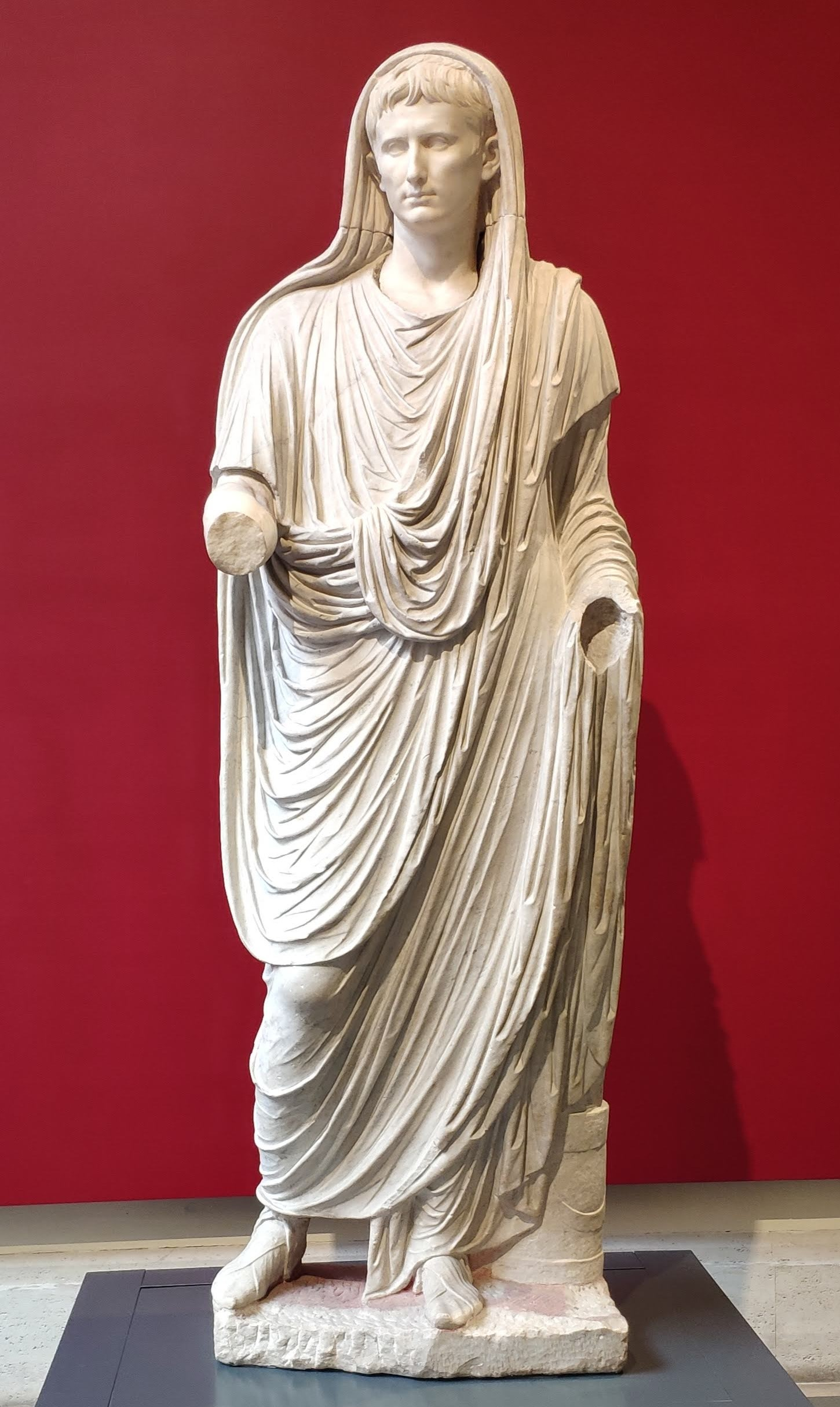
Augusto come pontifex maximus di via Labicana.

L'immagine personale dell'imperatore era particolarmente curata tanto da stabilire implicitamente delle regole formali di ritrattistica ufficiale. Questi schemi iconografici diventeranno simboli della classicità. Così l'Augusto di via Labicana lo rappresenta sereno, «con un lembo della toga sul capo, Augusto esprime il tipico atteggiamento romano della pietas, la devozione filiale nei confronti degli dei». Nell'Augusto di Prima Porta, statua in bronzo ispirata al Doriforo di Policleto, Augusto vuole essere raffigurato com condottiero vittorioso, inaugurando la tradizione «di statue loricate romane: il principe con il braccio levato per chiedere il silenzio, è vestito di una corazza riccamente decorata da una elaborata simbologia […] L’immagine del principe era dovunque, a Roma e in ogni angolo dell’impero, in qualunque luogo la gratitudine dei sudditi o la riconoscenza del senato si fossero rese tangibili con la realizzazione di un monumento celebrativo, fosse esso una statua, un altare, una colonna, un arco trionfale o addirittura un tempio».
Il Tempio del Divo Giulio, costruito da Augusto per celebrare Giulio Cesare, fu completato nel 29 a.C.: mai prima di allora un tempio era stato dedicato a Roma a un mortale divinizzato. Augusto aveva fondato la sua propaganda e la sua legittimazione sul fatto di essere figlio (adottivo) di Cesare; dato che questo subito dopo la morte era stato divinizzato, era implicito che potesse considerarsi divi filius, pur avendo rifiutato Augusto, astutamente, ogni titolo divino o rappresentazione come un dio. Si dovrà attendere la sua morte, quando, alla cerimonia solenne del funerale.
(Svetonio, Vita dei Cesari, II (Augusto), 100)
La divinizzazione fu ufficializzata dal Senato nell'8 a.C.

### Opere architettoniche ed edilizie

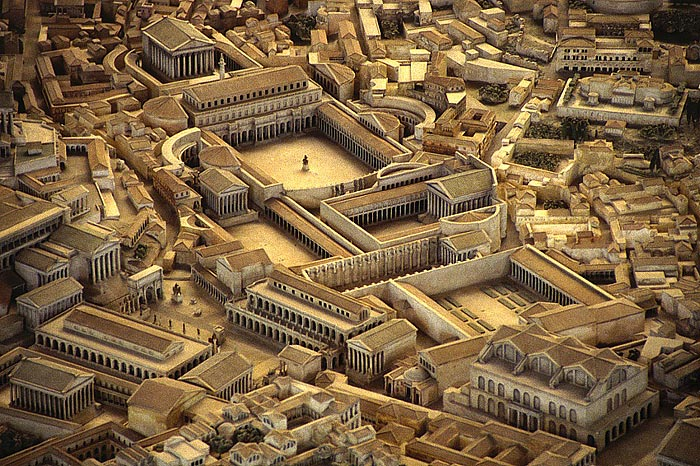
I fori imperiali nel plastico della Roma imperiale: il Foro Romano (a sinistra) e i fori di Cesare (al centro), Traiano, Augusto, Nerva, della Pace (dall'alto in basso), la Basilica di Massenzio (realizzato per la Mostra augustea della romanità del 1937 dall'architetto Italo Gismondi).

Nelle Res gestae Augusto elenca le opere realizzate: la ristrutturazione edilizia e urbanistica di gran parte della città, la costruzione della Curia Iulia e del Tempio di Apollo sul Palatino, il restauro del Campidoglio e del Teatro di Pompeo, la riparazione degli acquedotti, il completamento del Foro di Cesare, il restauro di ottantadue templi (per dimostrare la volontà di rinnovare il culto degli dei della tradizione), la costruzione del Tempio del Divo Giulio (Cesare). Le opere più significative per le istituzioni romane furono il Foro di Augusto e il tempio di Marte Ultore (cioè vendicatore, per celebrare la vendetta sui congiurati cesaricidi).
Le novità introdotte da Augusto furono non solo gli elementi classicheggianti, fusione di stilemi tradizionali arcaici e di elementi ellenistici, oltre all'impiego copioso del marmo (al posto dei tradizionali mattoni e travertino), ma anche l'intuizione che questi modelli potevano essere replicati in ogni angolo dell'impero come simboli che immediatamente riconoscevano e celebravano il potere imperiale. Infatti anche gli imperatori successivi, fino a Nerone, si faranno raffigurare con le stesse caratteristiche anche a scapito della verosimiglianza fisica. L'utilizzo di marmi bianchi e di elementi marmorei policromi fu consentita dall'inizio dello sfruttamento dell cave di marmor lunensis di Carrara e dall'importazione di alabastro, porfido e granito dall'Egitto dopo la sua annessione con la vittoria di Azio.
Nel 29 a.C. Augusto, colpito dalla tomba di Alessandro Magno ad Alessandria, iniziò la costruzione del suo Mausoleo in Campo Marzio, tra la via Flaminia e il Tevere, un'opera grandiosa che doveva essere il sepolcro suo e della sua dinastia. Così completava l'opera di propaganda autocelebrativa e di rifondazione politica. Sui pilastri ai lati dell'ingresso erano affisse le tavole di bronzo delle Res Gestae, la sua autobiografia.

## Letteratura
- Augusto è menzionato nel Vangelo secondo Luca 2:1
- Lo scrittore scozzese Allan Massie scrisse nel 1986 il romanzo Augustus, in forma di autobiografia dell'imperatore romano.[85]
- Augustus è un romanzo storico in forma di epistolare, scritto dallo scrittore americano John Williams e pubblicato Viking Press, New York, nel 1972, vincitore del National Book Award 1973 per la narrativa.
- Augusto ha come protagonista l'imperatore Augusto in Sandman della DC Comics. Consigliato da Sogno e aiutato dal nano Licio, l'imperatore si finge per un intero giorno un mendicante per poter riflettere senza essere osservato dagli dei.
- Un busto di Augusto ha un importante ruolo in L'occhio di fuoco della serie dei I tre investigatori.
- Augusto è l'esempio di un importante discorso nel libro di Kurt Vonnegut Dio la benedica, Mr. Rosewater.
- Augusto è un personaggio comprimario (con il nome di Octavius) nelle tragedie di William Shakespeare, Giulio Cesare e Antonio e Cleopatra.
- Il romanzo storico Io, Claudio di Robert Graves vede Augusto giocare un ruolo centrale nella trama dell'opera. Egli è dipinto come un uomo retto, ben intenzionato, che desidera sinceramente di ritirarsi dal suo status di imperatore e ripristinare la Repubblica, ma è incoraggiato dalla moglie Livia a non farlo. Verso la fine della sua vita, Augusto riconosce gli errori di Livia e tenta di allontanarla dalla sua via e dichiarare Agrippa Postumo suo erede, portando così Livia ad avvelenare il marito. Augusto subisce numerosi dispiaceri, come quando è costretto a mandare in esilio sua figlia Giulia per i suoi numerosi adulteri.
- Augusto appare anche in Teutoburgo, romanzo storico di Valerio Massimo Manfredi, come personaggio secondario ma comunque centrale.
- Augusto è anche un personaggio centrale nella saga La legione occulta dell'autore italiano Roberto Genovesi.

## Cinema e televisione
- Interpretato da Ian Keith in Cleopatra (1934).
- Interpretato da Roddy McDowall in Cleopatra (1963).
- Interpretato da Roland Culver nella miniserie della BBC (1968) The Caesars.
- Interpretato da Brian Blessed per la BBC nel 1976, basandosi sul romanzo storico di Robert Graves Io, Claudio.
- Interpretato da Peter O'Toole in Augusto (2003).
- Empire (2005), sugli ultimi anni di Cesare, protetto in questa serie da un fittizio ex gladiatore, Tirone, che diverrà poi il protettore di suo nipote Ottavio, interpretato da Santiago Cabrera.
- Interpretato da Max Pirkis e Simon Woods in Roma (2005-2007).
- Interpretato da Matthew McNulty e Tom Glynn-Carney in Domina (2021)

## Videogiochi
- Appare più volte nella serie videoludica strategica a turni Civilization.
  - In Civilization IV, ogni gioco si conclude con varie statistiche dove nella parte più alta della graduatoria si trova Augustus Caesar. Egli è inoltre aggiunto all'espansione Civilization IV: Warlords come comandante romano che accompagna Giulio Cesare.
  - Lo troviamo anche in Civilization V, ancora al comando dell'Impero romano. La sua abilità specifica è la "Gloria di Roma", che garantisce bonus nella costruzione di edifici già costruiti nella capitale.
  - In Civilization VI non è più il leader dei romani (in quanto sostituito da Traiano), ma rimane nella graduatoria finale in riferimento alla posizione più alta.
- Nel videogioco di ruolo per PlayStation 2 Shadow of Rome è co-protagonista, giocabile insieme al protagonista, il generale romano e futuro genero Marco Vipsanio Agrippa.
- Appare anche come antagonista della campagna egiziana di Rise and Fall: Civilizations at War.
- Il suo ritratto appare in Imperivm: Le grandi battaglie di Roma.
- Appare come personaggio e leader della propria fazione, la "Roma di Ottaviano", nella campagna Imperator Augustus del videogioco strategico a turni Total War: Rome II.